# ストリートファイターIV
『ストリートファイターIV』（ストリートファイターフォー、STREET FIGHTER IV）は、カプコンおよびディンプスが開発・販売した対戦型格闘ゲーム。略称・通称は「ストIV」（ストフォー）。
本作は前作『ストリートファイターIII 3rd STRIKE』（以下『ストIII 3rd』）から約9年ぶりの『ストリートファイター』シリーズのナンバリングタイトルである一方、ストーリー上の時系列は『ストリートファイターII』（以下『ストII』）と『ストリートファイターIII』（以下『ストIII』）の間にあたる。ただし家庭用版や『スパIV』の追加キャラクターのストーリーでは時系列の設定が異なる場合がある。
開発はカプコンの日本法人が行っており、プロデューサーは小野義徳が務めた。また、『ストリートファイター』（以下『ストI』）を手がけた西山隆志率いるディンプスが全面的に製作協力を行っている。オープニングのCGムービーは株式会社ポリゴン・ピクチュアズが制作している。
キャッチコピーは「俺より強いやつは出てきたか」。これはシリーズを通してのキャッチコピー「俺より強いやつに会いに行く」のオマージュである。
アーケードゲームを初出とする本作は、のちに家庭用ゲーム機をはじめとする複数のプラットフォームに展開されたほか、『スーパーストリートファイターIV』をはじめとするアッパーバージョンが何度か展開された。
本作は1991年にリリースされ格闘ゲームのブームとなった『ストII』を現代に甦らせた作品とも呼ばれている。

## リリース
2007年10月18日にアメリカ向けカプコン公式サイトにて発表され、2008年7月18日にアーケードゲームとして稼動、2009年2月12日には家庭用ゲーム機用ソフトとして発売された。
家庭用版はマルチプラットフォーム（PlayStation 3、Xbox 360）で発売され、全世界での出荷本数は360万本を突破している。これは同シリーズにおいて、スーパーファミコン版『ストII』および『ストリートファイターIIターボ』に次いで3番目のセールス記録となる。
2009年発売のPS3、Xbox 360版、2010年の『スーパーストリートファイターIV』（以下『スパIV』）、2011年の『スーパーストリートファイターIV アーケードエディション』（以下『スパIVAE』）、2012年の『Ver.2012』、2014年の『ウルトラストリートファイターIV』（以下『ウルIV』）と、新キャラクターの追加やゲームバランスの調整を行った新バージョンがおよそ1年おきにリリースされており、シリーズ全体では6年に渡って展開している。

## 製作

### 背景
プロデューサーの小野義徳は、任天堂のインタビュー企画「社長が訊く」の中で、海外で別作品に関するインタビューを受ける際、必ず最後に「『ストリートファイター』シリーズの新作はまだか」という質問をされたことがきっかけだったと述べている。質問された時点で、小野は『ストIII』でシリーズを完結するつもりだったが、『シャドウ オブ ローマ』での失敗を経て、それが熱心な既存プレイヤーの意見にしか過ぎないことに気づき、新作を待っている者たちへの期待に応えるために『ストリートファイター』というブランドを見直すことにした。

### 開発
開発スタートは2004年。原点回帰ということで『ストI』を手がけたディンプスの西山隆志に依頼があり、最初は『ストI』の続編に位置づけされるものを作る話もあったが、多くのファンにとっての原点は『ストII』であり、その作品を受け継いだ作品を作るべきだという話にまとまった。
本作の開発が決定するまでには多くのハードルがあり、カプコン内部からも「時代遅れ」「ストリートファイターでやれることは『ストIII 3rd』で全てやった」などの反発の声が非常に大きかったとされる。このことはプロデューサーの小野がインタビューやサウンドトラックのブックレットなどで度々口にしている。
西山いわく、『ストIII』の売上がそれほどでなかったことと、対戦格闘ジャンル市場の縮小を受け、当時のカプコンはこのジャンルからの撤退を決めていたが、稲船敬二が同社の開発の座に付いた後、本作の案を提出した。西山は、自身はカプコンが内々のチームで同ジャンル開発を手掛けることはもう無いと考えていたが、その折稲船から本作開発の打診を受けたとのこと。
小野義徳は『ストII』の頃のゲーム性を復活させようという試みであり、目指しているのは"将棋の駒と将棋盤"のようなゲームであり、コミュニケーションツールでもあると述べている。
『ストII』への原点回帰により、旧来のプレイヤーを再び集められる対戦ツールとなることを目標として製作。同社の既存作品『ストリートファイターEX』（以下『ストEX』）と同じく「3Dグラフィックの2D座標対戦型格闘ゲーム」であり、「ゲーム性は2D、グラフィックは3D」というコンセプトのもとビジュアル面では2Dのイメージを大切にしたフル3D化が施された。旧来プレイヤーの回帰を促す指針上、システムに先鋭的な要素は入れずに、登場キャラクターも含め『ストII』、中でも『スーパーストリートファイターIIX』（以下『スパIIX』）を再現したような操作感覚になるよう調整され、そこに「セービングアタック」などの新しいシステムによって横幅を持たせたゲーム性が目指されている。
元々は、『ストリートファイター』シリーズ20周年記念ということでお祭り的な内容となる予定で、初期タイトルは「ストリートファイター・アニバーサリー」だった。しかしカプコンUSAから「ナンバリングタイトルにしないと北米のユーザーの引きが弱い」と意見され、現在のタイトルになった。また、本作からの新キャラクターはナンバリングタイトルに決定した後の限られた時間の中でデザインされたとイケノにより語られている。
キャラクターのモデリングやアニメーションにはSoftimage XSI、背景制作には3ds Maxがメインツールとして使用されている。
3Dによる2D座標表現にかなり苦労をし、開発中にリリースされた『バトルファンタジア』の影響を大きく受けているとインタビューで語っている。また、「筆シェーダー」と呼ばれる筆のタッチを再現した演出がゲーム内外を問わず随所に用いられていることがグラフィック面での特徴の1つとして挙げられる。

### バトルデザイン
本作のバトルプランナーは、小野からバトルデザインの方針として「前作『ストリートファイターIII 3rd STRIKE』を超えること」「対戦格闘ゲームの熱気を取り戻すこと」の2つを提示されたと4Gamer.netとのメールインタビューの中で話している。
『ストIII』のシステムはプレイヤーからの評判が良かったこともあり、当初は同作の延長線上のバトルデザインにしようとしていたが、過去作を見直し時に、延長戦ではなく原典から広がる可能性に答えを見出したとメールインタビューの中で振り返っている。その一方で、ブロッキングや「しゃがみグラップ」など、『ストIII』シリーズの要素の一部も残された。ただし、ブロッキングは「見えない攻撃」とみなされるほど視覚的な表現が事後にしか発生しない性質上、理解できるプレイヤーが限られていたため、それを可視化するためにセービングが導入された。
また、プレイヤーが優勢であっても緊張感をもてるようにすると同時に、劣勢にあっても希望を持てるようにするため、通常のスパコンゲージとは別にリベンジゲージが取り入れられた。さらに、セービングのリスクとリベンジゲージの強化をわかりやすくするために、リカバリアブルゲージが追加された。

### セッティング・既存キャラクター選定
本作には『ストII』をはじめとする既存のキャラクターに加え、新規のキャラクターが登場している。
『ストIII』のキャラクターの登場に関して、「アメリカでは『ストIII』の存在を知る人が少なかったので『III』のキャラクターを入れるかどうかはギリギリまで悩んだ」と開発者インタビューで語られている。
新規キャラクターであるアベルとセスは『ストIV』全体のストーリーの主軸となるキャラクターとして生み出された。
開発スタッフの一人であるディンプスの塚本高史は、公式ブログの中で「キャラクター一人とボスを中心に、既知のキャラクターがそれを取り巻く」という形が理想であると述べており、本作においてはボスであるセスに対するアベル、アベルを取り巻く『ストII』のキャラクターたち、そしてそれにかかわる新キャラクターたちという構図が作られた。このため、ストーリーにおける最重要人物であるセスの設定は開発の初期から考えられており、ベガが直接治めているアジア圏以外の地域や出先機関と関連付けられる形でヨーロッパ出身でその地域の悪の組織の支配者という設定が組まれた。
一方、アベルの出自は組まれていたものの長すぎてしまったため、記憶喪失という設定になったが、ここまで至るには設定が二転三転したと開発スタッフの一人である岡田は公式ブログの中で振り返っている。また、アベルとセスの関係が決まった後、キャラクターのモデリング担当者に2人の顔を同じにしてもらったものの、髪の毛の有無によって全く似ていなかったと開発スタッフの一人である川崎は公式ブログの中で振り返っている。
セスのキャラクターイメージは変わらなかった一方、開発期間中におけるストーリー上の立ち位置は二転三転しており、一時は彼を中ボスに格下げし、ベガをラスボスに据える案もあった。最終的にベガがラスボスにならなかった理由として、岡田はベガをプレイアブルキャラクターにしたいという思惑があったと公式ブログの中で振り返っており、そうしたいのであれば同じキャラクターがボスとして出てくるのはよくなかったと語っている。
新キャラクターは技を組み立てる過程が長く、見た目などの問題で何度も変わる場合もあるため、あえて動きを限定した技名をつけないこともある。ルーファスとエル・フォルテはその例外であり、前者は「自信過剰な性格で、大げさな技名を付ける」という設定が決まっていたため、それを反映した形となっている。また、後者は「メキシコ出身のルチャ・ドール兼料理人」という設定を混ぜる形で技名が考案された。
リュウとケンの師匠にして豪鬼の兄でもある剛拳はもともと設定とイラストのみの存在だったが、ウドン・エンターテインメントの作品では独自展開として豪鬼と対決している場面が描かれていたことから、ユーザーの間で実装してほしいという要望が寄せられていた。小野は「対戦ツールというのはファンの方あってのものですから、皆さんが望まれるのであれば設定から具現化してもいいんじゃないかと」とインサイドとのインタビューの中で述べており、設定だけ知っている人にとっては懐かしさが広がるとも話している。また、小野は剛拳が生存していた理由も考えたが、それよりは思い出の部分が重要だろうと述べている。
なお、小野は『ファミ通』とのインタビューの中で「セルや2Dドットは『ストIII』で全てやり尽くした」、「キャラクターのコスチュームを変えるアバターはやらない。ウチのデザイン室の人間が描いたリュウが本当のリュウだから」と語っている。
また、アシスタントプロデューサーの綾野智章は2014年の4Gamer.netとのインタビューの中で、パーツ単位でのカスタマイズを望む声が多く寄せられたものの、キャラクターの個性が強烈である以上、本作のゲームエンジンはそれが実現できないことを認めており、小野から「髪型やコスチュームを自由に変えられると、まったく別のキャラクターになってしまう」と言われていたとも述べている。
キャラクターデザインやイメージイラストに関わったカプコンデザイン室のイケノは、「開発当初は欧米市場を意識し過ぎていて、やたら濃い感じの絵になったりした」と語っている。
リュウ役の高橋広樹が「カプコン大格闘祭〜俺より強い奴に会いに行く2008〜」（以下：「カプコン大格闘祭2008」）で語ったところによると、作品名や役名が伏せられた状態で声優のオーディションが行われたとされており、「事務所から某格闘ゲームのオーディションに行くよう指示が出され、疑問に思っていたところ、オーディション用の台本に波動拳といった技名が記載されていた」と振り返っている。高橋はもともと別のキャラクターを第一志望としていたが、ついでで参加したはずのリュウの役に採用され、大きな責任を感じつつも、意外な結果できょとんとしていたと「カプコン大格闘祭2008」で振り返っている。同イベントに同席していた小野は、リュウ役の声優の選定が難航しており、高橋の演技がピタリとはまったと補足している。
ケン役の岸祐二は『ストIII 3rd』からの続投だが、前作の前日談という設定故、現実の自分とのギャップに苦労したと「カプコン大格闘祭2008」で明かしている。

### 家庭用ゲーム機への展開
アーケード版『ストIV』の評判や、北米での要望を受け、家庭用ゲーム機への移植が進められ、通信機能があることからPlayStation 3とXbox 360が移植先に選ばれた。
ネットワーク対戦の導入に当たっては、マルチマッチングおよびその後継サービスであるKDDI MMBBの時代から積み重ねてきたノウハウが取り入れられた。小野によると、情報の伝達の遅延の対策は用意しているほか、タイムラグを感じさせないように見せたとされている。また、対戦前に双方の通信情報が可視化されている。
加えて、家庭用版では言語設定のフィルタリングも追加された。
家庭用版では、「同窓会」の幅を広げたいという思惑から、ゲームバランスを考慮したうえで『ストリートファイターZERO』（以下『ストZERO』）を初出とするキャラクター群が追加された。ただし、『ストII』シリーズの登場キャラクターの中ではサンダー・ホークとディージェイのみ家庭用『ストIV』で登場していない。小野によると、当初はこの2人のテクスチャー前のモデリング制作は行われていたものの、アメリカのユーザー向けの人気投票であまり票が入っていなかったためだとされており、「ユーザーの声があればいつでも復活させる準備はできている」と語っている。なお、両者とも最終的に『スパIV』へ登場している。
家庭用版では、初心者向けに3ステージだけ練習ができる「ビギナーモード」が用意されたと同時に、「アーケード待ち受け」という機能が用意された。これに関連して、CPUの難度をあえてアーケード版よりも強くした。小野はこの理由について「内にこもるのではなく、常にオープンな状況で練習をしてほしいというアーケードライクな考えですよね」と電撃オンラインとのインタビューの中で説明している。

## ストーリー
『ストII』で行われた世界格闘大会は、大会の主催者である悪の秘密結社・シャドルーの壊滅という形で幕を下ろした。
シャドルーの首領・ベガは基地もろとも自爆し、かつて四天王と呼ばれた男たちも消息不明。大会に参加したファイターたちはそれぞれの思いを胸に秘め、日常へと戻っていった。
それから約3年が経った頃、格闘界である不穏な噂が流れ始める。著名なファイターが相次いで姿を消すという謎の失踪事件が世界中で頻発しており、その裏ではかつて滅びたはずのシャドルーが関わっているということを耳にする者もいた。
そんなあるとき、ファイターたちはかつて行われた世界格闘大会が再び開催されることを知る。大会の主催者は、S.I.N（Shadaloo.Intimidation.Network）社と呼ばれる謎の軍事企業。S.I.N社は近年目覚しい成長を遂げた新興企業であるが、その裏ではシャドルーとの関係も噂されている謎の多い企業である。
シャドルーの復活、格闘家たちの失踪、リビングインキュベータ計画、そして謎の兵器「BLECE」。それぞれの思惑と陰謀が渦巻く中、ある者は己の力を試すため、ある者はS.I.N社とシャドルーの関係を調べるため、またある者は自分の目的を果たすために、ファイターたちは再び戦いの地に赴く。

## システム
8方向レバーと弱・中・強のパンチ (P)・キック (K)に対応した6ボタンによる操作や通常技キャンセル必殺技などの基本システム、弱P+弱K同時押しによる「投げ」と「投げ抜け」、「ダッシュ」「スーパーキャンセル」「EX必殺技」などのシステムは『ストII』および『ストIII』シリーズから継承されている。
ダッシュ・バックダッシュ
前方か後方に2回連続でレバーを入れると、キャラクターがステップの形で素早く移動する。キャラクターによって移動距離と行動終了までにかかる時間が異なり、行動終了までは他のアクションは行えない。バックダッシュには全キャラクターに無敵時間が存在する。
通常投げ
弱P+弱Kの同時押しで近くにいる相手を掴んで投げる。投げ技はガードされず、受け身を取ることもできない。キャラクターによっては空中でも可能。掴めなかった場合は空振りのモーションが出て隙が生じる。
レバー入力（前or後orニュートラル）で技が変化するキャラクターも存在する。
従来シリーズと異なり投げ技の種類と投げ方向の任意指定ができない（例：リュウの前方向は「背負い投げ」、後方向は「巴投げ」と決まっている）。
相手が技の動作を取っていても投げることは可能だが、仰け反り中やガード硬直中の相手を投げることはできず、コンボに組み込むこともできない。
投げ抜け
お互いがほぼ同時に投げ間合いで投げを入力した場合、入力が遅かった側が一歩退く動きを見せて間合いを取り五分の状態で仕切り直す。通常投げにのみ有効であり、コマンド投げや空中投げには効果が無い。また技後のスキ（硬直中）などに投げられた場合には投げ抜けすることはできない（代表的な例として挙げるなら「昇龍拳」など上昇系必殺技後の着地を狙われた状況など）。この点は『ストIII』シリーズや『ストEX』シリーズと同じである。
受身（ダウン回避）
転倒させられた際、地面に着地する瞬間にレバーを下に入れるかボタンを2個同時押しすると素早く起き上がる。ただし「投げ」や強制ダウン属性を持った攻撃（足払いなど）、スーパーコンボ・ウルトラコンボなど、「受身」を取れない技も存在する。
ディレイスタンディング
『ウルIV』で追加。強制ダウン時、いずれかのボタンを2個同時押しすることで起き上がりを遅くする。
ターゲットコンボ
特定の順番でボタンを押すことで成立する連続技。
アピール
強P＋強Kで行う動作。いわゆる挑発。発生直後を過ぎれば別の動作でキャンセルが可能。
セービングアタック
特殊な攻撃技。詳細は後述。
スーパーコンボゲージ
画面下に4分割された1本のパワーゲージが表示されている。これは攻撃したりダメージを受けたりすると溜まり、ゲージを消費して各種強力な攻撃アクションを使える。
- 1目盛り（1/4本）消費 - 必殺技の強化版であるEX必殺技。対応している必殺技で、通常のコマンドにおいてボタンを2個同時押し。
- 2目盛り（1/2本）消費 - 必殺技をキャンセルしてセービングアタックを出すEXセービング。多段攻撃をセービングするレッドセービングアタック。詳細は共に後述。
- 3目盛り（3/4本）消費 - 必殺技をキャンセルしてレッドセービングアタックを出すEXレッドセービング。詳細は後述。
- 4目盛り（1本全て）消費 - 強力な連続攻撃のスーパーコンボ。専用のコマンドで使用する。「スーパーコンボ」は通常技だけでなく、必殺技をキャンセルして連続技にすることもできる（スーパーキャンセル）。

リベンジゲージ
スーパーコンボゲージの横に表示される円形のゲージ。ダメージを受けることで溜まっていき、50%以上溜まるとウルトラコンボが使用できる。次のラウンドへは持ち越されない。
「スーパーコンボ」の上位版という位置づけで、難しいレバー入力に加え、ボタン3つ同時押しのコマンドで発動する。使用時に派手な演出が入り威力も高いが、他の技からキャンセルできない。使用時にはリベンジゲージを全て消費し、ゲージ量が多いほど威力も上昇する。
続編の『スパIV』以降、『ストIII』に倣って2つ用意された中から選択できるようになり、『ウルIV』では威力は低い（単体版の60から75%ほどのダメージ）が両方のウルトラコンボが使用できる「ウルトラコンボダブル」が選択可能に。

### セービングアタック
本作より導入された新システム。通称「セービング」「セビ」。中P＋中Kを押したままにするとその間構えを取り、ボタンを離すか一定時間経過後に専用の反撃技を繰り出す攻防一体のシステム。『ストIII』の「ブロッキング」を多くのプレイヤーに使えるシステムとなることを目指した。
防御
構えを取っている間は「ハイパーアーマー」状態になり、1発だけ相手の攻撃を耐えることができる。耐えたダメージは体力ゲージ上で白く表示され徐々に回復していくが、ダメージを受けた時点で回復しなくなる。
通常のダメージと同様に、気絶値とリベンジゲージが増加する。
ただし、構え中に2回以上攻撃を受ければその時点で強制解除される。また投げ技と「アーマーブレイク属性」を持つ技に対しては無力である。
一部のEX必殺技には動作中にセービングと同様の防御効果が付いていることがあり、これを「アーマー効果」と呼ぶ。
攻撃
構え中はボタンを一定時間押しっぱなしにすることで3段階の溜めが発生し、ボタンを離した後に発生するカウンター攻撃が強化される。具体的な違いは以下の通り。
|         | 威力 | タメ時間 | 膝崩れダウン       | ガード不能・アーマーブレイク属性 | セービング可能時間 |
| ------- | ---- | -------- | ------------------ | -------------------------------- | ------------------ |
| レベル1 | 低   | 短       | 不可（条件付で可） | 無                               | 構え中のみ         |
| レベル2 | 中   | 中       | 可                 | 無                               | 構え中のみ         |
| レベル3 | 高   | 長       | 可                 | 有                               | 攻撃発生直前まで   |

溜め中は墨汁のエフェクトが掛かり、レベルが一段階上がるごとに発光する。2段階以上まで溜めたセービングが地上の相手にヒットした場合、相手はゆっくりと膝から崩れ落ちて倒れるため、ここから連続技に繋げることもできる（膝崩れダウン）。レベル1の状態でも、カウンターヒットさせた場合は膝崩れダウンが発生する。なお、溜め中と溜め後の攻撃をヒットまたはガードさせた時は、ダッシュまたはバックダッシュで動作をキャンセルできる。『ウルIV』オメガエディションではレベル1でヒットさせると相手を吹っ飛ばしてしまうが特定の場合は相手を膝崩れダウンさせられる。
EXセービング
スーパーコンボゲージを50%消費して発動可能。必殺技が相手にヒットしている最中にセービングを行うと、必殺技をキャンセルしてセービングアタックへ移行することができる。このときのセービングアタックは通常のセービングと同様にダッシュによるキャンセルが可能なため、隙が大きい技をガードされた場合の緊急回避や、追撃を叩き込んだりと選択肢を作り出すことができる。
アーマーブレイク
特定の必殺技は「アーマーブレイク属性技」として、たとえ1発目の攻撃であっても相手のセービングを無効化する効果を持つ。アーマーブレイクが発生するとガラスが割れるようなエフェクトが発生する。また一部の必殺技は特定の状態（リバーサル）から技を出すと、本来「アーマーブレイク属性」を持たない技でも属性が付加されるものも存在する。

## バージョン

### ストリートファイターIV

#### アーケード版
2008年7月にアーケードにて稼働開始したストIVの最初のバージョン。使用可能キャラクターは16人。後に隠しキャラクターの豪鬼が公開され計17人となった。セスと剛拳はCPU専用のボスキャラクターで使用不可。
キャッチコピーは「闘うためにここにいる。」と「覚えているか、あの熱き戦い（バトル）を。」。
使用基板はTaito Type X2。ハードウェア面の特徴として今までのシリーズと違い1枚の基板につき1人しかプレイできず、対戦はLANケーブルを使用した基板間による対戦プレイとなり、乱入プレイの可否も選択できる。そのため、今までの対戦型格闘ゲームで長く問題点とされてきた初心者のとっつき難さや、初心者狩りが一部解消されている。
部品調達難に伴い、2019年2月28日をもって修理サポートが終了した。

##### NESYSカードシステム
今作では『ストリートファイター』シリーズで初めてカードシステムを採用した。今作ではタイトーのNESYSシステムを使用している。ゲームのプレイに直接には影響を及ぼさないシステムだが、プレイヤーに様々なゲーム以外の利点を生む。ただしオンライン接続されていない場合は、カードの使用それ自体ができない。
ゲームセンター内で販売されているカードを購入しカード番号とプレイヤー名をモバイル登録すると、以下のような様々なサービスが受けられるようになる。各コンテンツは無料で利用できる（別途パケット通信料は利用者負担）。
- 対戦の結果に応じて増減し、そのキャラクターとプレイヤーの強さを表す「BP」（バトルポイント）が記録される。他のゲームの段位に当たるシステムとして、BPの数に応じてアルファベットでランク付けもされる。
- 「勝利試合数」「勝率」などのプレイヤー情報の保存。トライアルモードの成績も保存。
- よく使うゲームセンターの「マイ店舗」登録や、対戦前に表示される自己紹介文の登録。
- メンバーを集めての「ギルド」の設立。
- ゲーム中で手に入る「ゼニー」を集めることで、称号やキャラクターの追加カラーや衣装などのアレンジアイテムを購入できる。
- マイ店舗に登録した店でプレイすると、1日1個「スタンプ」がもらえる。これを集めれば、携帯サイトの「スタンプSHOP」でオリジナルの待ち受け画面や着メロを購入可能。

##### ゲームモード
「モードセレクト」が設定されている台で使用できる、特殊なモード。各台で「アーケードモード専用」か「モードセレクト可能」かを設定できる。
アーケードモード
初期設定の、通常の対戦台としてのモード。
ビギナーモード
初心者用のモード。対CPUによる3戦で、必殺技や「セービングアタック」などのチュートリアルがあり、4戦目から通常の対戦台になるモード。3戦目までは乱入不可で、4戦目以降は通常の対戦台と同じく乱入可能になる。
トライアルモード
いわゆるサバイバルモード。1人のキャラクターで連戦し、何キャラ倒せるかを試すモード。NESYS対応機では、撃破数を全国ランキングに登録できる。乱入は常に不可。
公式イベントモード
カプコンから公式イベントを定期配信するモード。クリアすると「称号」や「ゼニー」などの特典が貰える。現時点で行われているイベントは乱入不可で、また筐体がオンラインで接続されていない場合は選択できない。

##### 隠し要素の開放
パスワードの入力はゲーム設定などのメンテナンスサービスモード内で行うのでオペレーターや基板所有者のみ可能であり、一般ユーザーにパスワード入力はできない。パスワードの効果は後に公開されたものが前に公開されたものの効果も兼ねるので、最新のパスワードを入力するだけで全ての効果を得ることができる。またパスワードが入力されたデータは『ストIV』用のハードディスクに保存されパソコンと同様に電源の供給を停止しても保存されているので、何度もパスワードを入力する必要はない。
ただしパスワード情報は基板1枚ごとに反映されるので、パスワードが入力されている基板とされていない基板とで対戦すると、キャラクター選択画面などで一方の筐体（基板）に存在するキャラクターがもう一方では存在しない事態になる。
以下（）内はその隠し要素が開放されるパスワードがロケーション向けに配布された日付、＜＞内はその隠し要素を開放するために入力する文字である。
- 第1回（2008年8月15日）＜C5HSP3GN＞

セス戦まで以下の条件を満たした上でセスにノーコンティニューで勝つと、隠しボスとして豪鬼が出現するようになる。
- ノーコンティニュー
- 全てストレート勝ち（1ラウンドも落とさない）
- パーフェクト勝ちを以下の規定回数以上達成する
  - 1ラウンド制 - 1回
  - 3ラウンド制 - 2回
  - 5ラウンド制 - 3回
  - 7ラウンド制 - 4回

なお出現条件を満たさなくとも、パスワード入力の有無を判断できる。基板へ電源を供給すると起動時特有のチェック画面が表示され、そこで「GOUKI (CPU)」と表示されれば、パスワード入力済の基板である。
- 第2回（2008年8月29日）<CHNB9FGC>

「豪鬼解放!!」として豪鬼がプレイヤーキャラクターとして使用できるようになる。
キャラクター選択画面で確認できるが、プレイ画面を確認しなくてもパスワード入力の有無を判断できる。上記と同様、チェック画面で「GOUKI (PLAYABLE)」と表示されれば、パスワードが入力済の基板である。
- 第3回（2008年9月26日 最終パスワード）<CSPCU4W6>

豪鬼の出現条件を満たした上でセス勝利時にさらに下記の厳格な条件（詳細は以下の通り）を満たしていると、隠しボスとして剛拳が出現するようになる。
- スーパーコンボまたはウルトラコンボでのフィニッシュを規定回数以上達成
  - 1ラウンド制 - 1回
  - 3ラウンド制 - 2回
  - 5ラウンド制 - 3回
  - 7ラウンド制 - 4回
- ファーストアタックの回数を規定回数以上達成
  - 1ラウンド制 - 5回
  - 3ラウンド制 - 10回
  - 5ラウンド制 - 15回
  - 7ラウンド制 - 20回

出現条件を満たさずにパスワード入力の有無を判断できる。チェック画面に「GOUKEN (CPU)」と表示されれば、パスワード入力済である。

#### PS3、Xbox 360版
家庭用ゲーム機への移植はPlayStation 3版とXbox 360版が発売されている。オンライン対戦にも対応。初回版には後述するオリジナルアニメーションのDVD『ストリートファイターIV〜新たなる絆〜』が付いてくる。パッケージイラストはリュウとケンがお互いに拳を繰り出す様子が描かれている。
家庭用特典としてゲームモードやアニメーションムービーの追加以外にもアーケード版ではプレイヤーキャラクターとして選択できなかったボスキャラクターのセスと剛拳が使用できたり、過去の『ストリートファイター』シリーズに登場したキャラクターの新規追加がされ、合計25人となった。また家庭用移植版のテーマソングとして、EXILEの「THE NEXT DOOR」が使用される。ゲームバランス面ではアーケード版から大幅なマイナーバージョンアップがされる構想があったが、時期尚早と判断され小規模な調整のみが施されている。
オンライン対戦に関連した新システムとして「アーケード待ち受け」機能が搭載されている。これはアーケード待ち受け設定をオンにしてアーケードモードを始めると同時に自分を親とした対戦部屋を立て部屋に他のプレイヤーが入ってきた時にゲームセンターにおける「乱入」と同じ形でアーケードモードが中断しネット対戦モードに移行し、ネット対戦が終了したら再びアーケードモードに戻るというもので従来の家庭用格闘ゲームのネット対戦における対戦相手待ちで生じる暇を解消している。

#### PC版
PC版は2009年5月1日に、対応OSがWinXP・WinVistaで2009年7月2日に発売（日本先行）。またSteamでのダウンロード販売も7月8日にされている。PC版はXbox 360版のアップデートバージョンのまま維持しアレンジ衣装はダウンロードコンテンツとして発売された。
また、画面の雰囲気を墨絵調などに変更できる「エクストラタッチ」が追加がされている。

#### アプリ版
iOS向けアプリが2010年3月10日配信開始。操作は、画面に表示される操作パネル「ヴィジュアルパッド」をタッチすることで行う。Bluetooth搭載のため、対応機種であれば対戦も可能である。完全な移植作品ではないため通常の家庭用版から省かれている要素も多いが、「道場モード」など独自の要素も存在する。使用できるキャラクターは以下の通り。
| - リュウ - ケン - 春麗 - ガイル | - ダルシム - ブランカ - ベガ - アベル |

以下は追加キャラクター
| - キャミィ - ザンギエフ - エドモンド本田 | - C.ヴァイパー - サガット - ディージェイ |

開発（アプリ版）
カプコン開発統括本部MC開発部長兼プロジェクト企画室長の手塚武は、iOSへ移植したきっかけについて、まずiPhone/iPod touchに向けてのゲームを出すべきか検討した際、全世界に知られている作品がよいということで、カプコン作品の中で最も広がりのあった『ストリートファイター』シリーズが選ばれたと4Gamer.netとのインタビューの中で述べており、このため、iOSへの移植は早い段階で決定していた。
移植に当たっては、iPhoneユーザーの中心であり、かつてスーパーファミコン版『ストリートファイターII』を遊んでいた30代がメインターゲットに据えられた。ただし、彼らだけを狙うと今度は現役プレイヤーが楽しめなくなるおそれがあり、もし彼らから「これは『ストリートファイター』ではない」とみなされると、本来のターゲット層にも避けられる可能性があるため、両方の層を取り入れるための模索が始まった。
オリジナル版『ストIV』は、かつてシリーズ作品を遊んだことのある人向けというコンセプトがとられているものの、同じ30代でもPlayStation 3やXbox 360を持っているプレイヤーはゲームに親しんでいるという意味で現役のプレイヤーに近い存在であるため、難易度もそれを想定したものだった。一方、アプリ版では、オリジナル版以上にかつてのプレイヤーを呼び戻す（または引き戻す）という方針が立てられた。
手塚はアプリ版の開発はオリジナル版とは別ラインで進められており、オリジナル版からの移植版ではないとしている。また、ゲームバランスはiOSに向けて一から調整しなおされた。
手塚はあらゆるiOS用ソフトを遊ぶ中で、雑なインターフェースによって操作性が損なわれていることに気づき、それを改善するためにiOS版『バイオハザードシリーズ』でビジュアルパッドを作り、本作にも応用している。
キャラクターの選定に当たっては、主要なターゲット層にアピールするため、『ストリートファイターII』のキャラクターが優先的に選ばれた。次いで、ゲーム性を重視し、キャラクターの性能がわかりやすく、かつキャラクターの重複を避ける形で選定された。なお、容量の都合上、8名分を収録することは最初から決まっていたものの、「IV」を名乗っているのに既存キャラクターばかりなのもおかしな話なので、新規キャラクターの代表としてアベルが選ばれた。アベルを選んだほかの理由として手塚は、「操作性の難しさが魅力である」「見た目にボリューム感がある」を挙げている。
ストリートファイターIV Volt
iOS向けアプリが2011年6月30日配信開始。アップデートではなく、完全な新作タイトルとして発表された。キャラクターが4名追加され、Wi-Fi機能によるオンライン対戦を搭載している。また、前作と今作の両方を同じ端末に入れておくと、前作の方で購入コンテンツであった隠しコスチュームなどが解禁される。
追加キャラクター
| - M.バイソン - バルログ - コーディー - さくら | - まこと - ユン - フェイロン |

隠しキャラクター
- 豪鬼

豪鬼は条件を満たすことで使用可能。また、アーケードでノーコンテニューで勝ち進むと最後に乱入してくる。
ストリートファイターIVチャンピオンエディション
iOS向けアプリが2017年7月12日に配信開始。Android向けアプリが2018年2月21日に配信され、同時にiOS版にも最後の追加キャラクターが配信された。
追加キャラクター
| - いぶき - ダッドリー - ポイズン | - ガイ - 剛拳 - 殺意の波動に目覚めたリュウ | - エレナ - ジュリ - ローズ | - ダン |

### スーパーストリートファイターIV
『スーパーストリートファイターIV』（スーパーストリートファイターフォー、SUPER STREET FIGHTER IV）は『ストIV』をベースに追加要素を加えた、いわゆるアッパーバージョンである。2009年9月29日に製作が発表され、後の2010年4月28日に発売された。通称は『スパIV』。対応機種はPS3、Xbox 360。

### スーパーストリートファイターIV アーケードエディション
『スーパーストリートファイターIV アーケードエディション』（スーパーストリートファイターフォー アーケードエディション、SUPER STREET FIGHTER IV ARCADE EDITION）は『スーパーストリートファイターIV』のアーケード版。PS3/Xbox 360版発売後に程なくして発表され、2010年12月16日から稼動。通称は『スパIV AE』。キャッチコピーは「俺より強いやつが待つ場所へ」。

### ウルトラストリートファイターIV
『ウルトラストリートファイターIV』（ウルトラストリートファイターフォー、ULTRA STREET FIGHTER IV）は『スーパーストリートファイターIV アーケードエディション』のバージョンアップ版。アーケード版は2014年4月17日から稼働。通称は『ウルIV』。キャッチコピーは「超（ウルトラ）・強い奴に会いに行く」。アーケード版とPlayStation 4版以外の家庭用は『ストリートファイター X 鉄拳』（以下『ストクロ』）とデータ連動をすることで追加キャラクター5人の隠しコスチュームの一部が使用可能。

## 登場キャラクター
アーケード版『ストIV』では『ストII』シリーズの12人+1人（レギュラー8人と四天王と豪鬼）と新キャラクター6人（ボスキャラクターを含む）が登場する。その後、シリーズが進むごとに『ストZERO』シリーズや『ストIII』シリーズのキャラクターが追加され、最新バージョンの『ウルIV』では総勢44人が登場する。
なお、本作より登場するキャラクターの担当声優は以降の続編や客演作品も含め原則固定化されている。

### 『ストII』シリーズのキャラクター
リュウ
声：高橋広樹
不断の探求者
ケン
声：岸祐二
紅蓮の格闘王
春麗
声：折笠富美子
神脚美技
ガイル
声：安元洋貴
真空の刃
ダルシム
声：江川大輔
懐深き行者
ザンギエフ
声：三宅健太
赤く燃える肉体
エドモンド本田
声：永野善一
熱血力士参上
ブランカ
声：うえだゆうじ
密林の戦士
バイソン
声：鶴岡聡
豪腕唸る
バルログ
声：諏訪部順一
血塗られた鉤爪
サガット
声：遠藤大輔
不撓の帝王
ベガ
声：若本規夫
魔人、地獄より来る

### 新キャラクター
クリムゾン・ヴァイパー
声：園崎未恵
ミズ・パーフェクト
アベル
声：高橋研二
過去のない男
エル・フォルテ
声：小野大輔
熱風ハリケーン
ルーファス
声：羽多野渉
巨漢舞う

### ボスキャラクター
セス
声：大塚明夫
傀儡の王
豪鬼
声：武虎
拳を極めし者
剛拳
声：大川透
師父巌（いわお）の如く

### 家庭用追加キャラクター
初代では隠しキャラクター扱いだが、『スパIV』では最初から使用可能。
フェイロン
声：中村悠一
怒涛の連撃
ダン
声：楠田敏之
爆走!最強ロード
さくら
声：福圓美里
開花宣言
キャミィ
声：沢城みゆき
殺人蜂の一撃
ローズ
声：渡辺明乃
運命のカード
元
声：多田野曜平
静かなる暗殺者

### 『スパIV』追加キャラクター
ハン・ジュリ
声：喜多村英梨
抑えきれない破壊の快感
サンダー・ホーク
声：奈良徹
誇り高き戦士
ディージェイ
声：浜田賢二
陽気なマラカスファイター
コーディー
声：岸尾だいすけ
退屈なる脱獄囚
ガイ
声：最上嗣生
静かなる赤き稲妻
アドン
声：伊丸岡篤
牙を剥く野獣
ダッドリー
声：楠見尚己
闘いの中に煌くダンディズム
いぶき
声：藤村歩
夢多きくノ一
まこと
声：津村まこと
気合一発、元気百倍
ハカン
声：大畑伸太郎
油したたる良い親父

### 『スパIV AE』追加キャラクター
ユン
声：伊藤健太郎
白龍の飛翔
ヤン
声：鈴木正和
疾走する青龍
殺意の波動に目覚めたリュウ
声：高橋広樹
血戦の咆哮
狂オシキ鬼
声：武虎
鬼神天ヲ穿ツ

### 『ウルIV』追加キャラクター
ディカープリ
声：沢城みゆき
光裂く閃影
ヒューゴー
声：高木渉
ジャイアントレスラー
ポイズン
声：田中敦子
トキシックビューティー
エレナ
声：藤田咲
風と大地のカポエリスタ
ロレント
声：山野井仁
理想国家のために

## ステージ
本作ではキャラクターごとの固有のステージは存在しない（アーケードモードのCPUセスのみ例外）。

### アーケード版
Old Temple（East Asia）
日本の寺院。屋内ということもあり、全体的にステージが暗い。
Crowded Downtown（East Asia）
中国の繁華街。背景には食事をしている人たちがいる。初期のトレイラー動画でもよく使用された。『スパIV』では左の飲食店の名前が変わり、看板と提燈の色が入れ替わっている（ただし3DS版は『ストIV』のものになっている）。
Beautiful Bay（South Asia）
ベトナムの湾。世界遺産であるハロン湾がモデル。夕方の船上ステージ。背景の老人がこちらの展開によって反応を示す。
Drive-in at Night（North America）
アメリカのドライブイン。背景には多くの車（ローライダー）とギャラリーが見られる賑やかなステージだが、BGMは落ち着いた曲調のものが使われている。
Small Airfield（Africa）
アフリカにある軍用基地の飛行場。一定時間が経過すると、後方からS.I.N社の軍用機が現れる。軍用機にはバイソンが搭乗しているが、対戦の組み合わせによってはバルログやベガが代わりに登場する場合もある。また、軍用機の羽に接触すると折れて地面に突き刺さる演出がなされている。後方には数頭のキリンがいる。
Inland Jungle（South America）
ブラジルのジャングルの桟橋の上。背景には様々な動物の姿とトーテムポールがある。地面に強い衝撃が加わると、桟橋の上にいるサルが河に転落する。
Snowy Rail Yard（Europe）
ロシアの鉄道会社の車輌基地。地面に強い衝撃が加わると、背景の人々が転倒する。極寒地ということもあり、プレイヤーキャラクターの吐息も白くなっている。BGMはロシアの民謡調のもの。
Cruise Ship Stern（Europe）
巡航船の特設ステージ。観客席があり、多くの人が試合を観戦している。後方に巨大モニターがあり、こちらの戦闘の様子が映し出されている。決着がつくと観客席後方の戦車が空砲を放つ。
Historic Distillery（Europe）
シャドルーの紋章があるスコットランドのウイスキー蒸留所。CPU戦を進めると登場する。地面に強い衝撃が加わると棚に積んでいる樽が崩れ落ち、右の方にある蒸留塔の蓋が開く。そして、作業員が怒りだす。
ステージ右側にはボーナスステージ「タル破壊チャレンジ」の場所がある。
Secret Laboratory（Unknown）
S.I.Nの秘密基地。セスとのCPU戦はこのステージで行われる。国名がUnknownと表示されているが、対戦前のマップでは大西洋の海上にあると表示されている。
Deserted Temple（East Asia）
「Old Temple」の壁と天井が壊されたステージ。豪鬼、剛拳とのCPU戦はこのステージで行われる。アーケード版では基本的に豪鬼&剛拳戦用の専用BGMが使用されるため、ステージBGMは豪鬼または剛拳との対戦中に乱入された場合のみ聴くことができる。
また、『スパIV AE』以降の殺意の波動に目覚めたリュウ、狂オシキ鬼とのCPU戦もこのステージで行われる。

### 家庭用追加ステージ
Overpass（East Asia）
東京の高架下にある川原。小さな子供たちが観戦している。水溜りがあり、青空に雲が漂っている。
Volcanic Rim（Oceania）
灼熱のマグマが流れる火山地帯。ステージBGMはアレンジされたものが店頭PVやトレーラームービーなど様々な場面で使用された。
Run-down Back Alley（East Asia）
アレンジステージ。『Crowded Downtown』ステージの時間帯が夜になったもの。
Morning Mist Bay（South Asia）
アレンジステージ。『Beautiful Bay』ステージの時間帯が早朝になったもの。
Pitch-black Jungle（South America）
アレンジステージ。『Inland Jungle』ステージの時間帯が夜になったもの。
Training Stage
トレーニングモードやチャレンジモード用のシンプルなステージ。壁や床にはラインが引かれてグリッド化されている。

### 『スパIV』追加ステージ
Skyscraper Under Construction（North America）
メトロシティの超高層ビルの工事現場。背景には作業員としてアンドレがいる。アンドレはヒューゴーと同一人物のため、『ウルIV』でヒューゴーを対戦させると別の大柄の男性に差し替わる。
Exciting Street Scene（South Asia）
インドステージ。象がいる。背景左側にはダルシムの妻のサリーがおり、ここでダルシムを戦わせると『ストリートファイターZERO』シリーズと同じように、対戦中のダルシムに対して反応を見せる。
Festival At The Old Temple（East Asia）
韓国ステージ。背景右側には祭りの出店が、左側の道路にはギャラリーがいる。中央には壺があり、衝撃を受けると壺が割れる。
Solar Eclipse（Africa）
サバンナステージ。背景にはカバやキリンなど沢山の動物がいる。対戦開始直後に日食が起こる。バトルが進むにつれて動物たちが近寄ってきて、大技が決まるとカバが転倒する。
Crumbling Laboratory（Unknown）
『Secret Laboratory』ステージが崩壊している。地面に強い衝撃が加わったり、勝敗が決まったりしすると、崩壊が進んでいく。『スパIV』でのセスとのCPU戦はこのステージで行われる。

### 『ウルIV』追加ステージ
全て『ストクロ』のステージが追加されているが、『鉄拳』シリーズのキャラクターは削除されるなどの変更点がある。
Pit Stop 109（East Asia）
大型トラックが並ぶ駐車場。背景には数台のトラックが駐車している。時間経過と共に背景が昼から夜になる。BGMは歌謡曲風の音楽。
Cosmic Elevator（South America）
宇宙空間のエレベーターステージ。『ストクロ』とは違い、エレベーターの上昇は無い。宇宙空間の外ではメカザンギエフが姿を見せる。対戦でアレンジコスチュームの「メカザンギエフ」を使うと宇宙空間の外にメカザンギエフが登場しない。
Half-Pipe（North America）
屋外のハーフパイプステージ。背景にはスケートボードに乗るユンがいるほか、ヤンとその幼馴染のホイメイがいる。対戦でユンを選ぶと別の子供に差し替わり、ヤンを選ぶと背景に登場しない。
Mad Gear Hideout（North America）
マッドギアのアジト。背景ではソドムやアビゲイルなどのマッドギア構成員たちが和風にアレンジした衣装を着用して登場している。ラウンドが進むとマイク・ハガーも登場する。唯一、BGMに電子音が使われていないステージ。
Blast Furnace（Europe）
溶鉱の流れる工場。ラウンドが進むごとに溶鉱が漏れ広がる。作業員の服の背中や「DANGER」と書かれた注意札にシャドルーの紋章がある。
Jurassic Era Research Facility（Unknown）
ジュラ紀の研究施設ステージ。背景にはティラノサウルスやプテラノドンなどがいて、シャドルーの紋章が書かれたトラックがある。国名がUnknownと表示されているが、対戦前のマップでは南太平洋の海上にあると表示されている。

## アニメーション

### ストリートファイターIV オリジナルアニメーションシリーズ
ゲームイベントなどで公開された短編ムービー。リュウや春麗など、それぞれのキャラクターを軸に据えて本編では語られなかった場面を描いている。現在では、『ストリートファイターIV』の公式サイトで無料で視聴できるほか、『スパIV』コレクターズパッケージの特典DVDにも収録されている。

#### 作品
オリジナルアニメーション1.feat.リュウ
豪鬼との因縁の対決に臨むリュウ、そして現れる乱入者。
「CAPTIVATE 08」にて公開。ムービー内ではゲーム本編での発表に先駆けて、剛拳が登場した。
オリジナルアニメーション2.feat.春麗
念願の「普通の女の子」に戻った春麗の日常と、再び家族を捨て旅立つガイル。
「Comic-Con International 2008」にて公開。『ストII』と『ストIV』を繋ぐストーリー。
オリジナルアニメーション3.feat.さくら
ザンギエフとの戦いや幼馴染との交流を通じて「自分にとって戦いとは何なのか」を再認識するさくら。
『ストリートファイター ザ・レジェンド・オブ・チュンリー』の本編終了後に上映。ムービー内に登場する「ケイちゃん」は『ZERO』シリーズで登場した千歳ケイである。
オリジナルアニメーション4.feat.Cヴァイパー
シャドルー壊滅の経緯とかつての四天王の現在が描かれている。
ナンバリングは4だが、公式サイトでの公開は「3.feat.さくら」よりも先だった。『COMPLETE FILE STREET FIGHTER II』付録ポスター「シャドルーひみつ基地」で描かれた情報衛星「しもべの星・ベルゼバブ」も登場。

### ストリートファイターIV〜新たなる絆〜
家庭用版初回購入特典のDVDに収録されている長編ムービー。収録時間は約65分。非売品。キャストは基本的にゲーム版と同じ声優が充てられている。また、特典映像として『ストIV』のメイキングムービーやインタビュー映像なども収録。
世界各地で起きている謎の事件や超常現象の裏で暗躍するS.I.N社の陰謀と「真の強さ」を見つけるために悩み、葛藤するリュウとケンの姿を中心に描かれている。

#### スタッフ
- 製作：STUDIO 4℃
- 監督：金井次郎
- 監修：森本晃司
- プロデューサー：小野義徳
- キャラクター原案：イケノ
- サウンドディレクター：遠藤正之
- 音楽：深澤秀行

#### キャスト
- リュウ：高橋広樹
- ケン：岸祐二
- 春麗：折笠富美子
- ガイル：安元洋貴
- キャミィ、イライザ：沢城みゆき
- さくら、家政婦：福圓美里
- C.ヴァイパー（マヤ）：園崎未恵
- セス：大塚明夫
- 豪鬼：武虎
- バルログ：諏訪部順一
- トラック運転手：玄田哲章

## コラボレーション

### 企業とのコラボレーション
際コーポレーション
飲食店「紅虎餃子房」と「万豚記」で、家庭用版『ストIV』発売記念として2009年2月12日〜4月12日まで『ストIV』にちなんだスペシャルコラボメニュー「最強のコラボめし」が登場した。

### 他作品とのコラボレーション
ROOKIES
TBS系ドラマ。第4話（2008年5月10日放送）中で、放送当時稼動前で開発中だった『ストIV』がゲームセンターでプレイされているシーンが描かれた。
リトルビッグプラネット
2009年4月2日にコラボレーションが行われリュウ、春麗、ガイル、ザンギエフのコスチュームが配信された。
鬼武者Soul
ブラウザゲーム。『ストIV』からリュウと春麗が武将として登場した。
crossbeats REV.
アーケードリズムゲーム。「ストリートファイターコラボイベント」が実施され、イベント対象楽曲として「Theme of Ryu-SFIV Arrange-」「Ultra Street Fighter IV」「Theme of Chun-Li -SFIV Arrange-」が収録された。

### ジャパンスモウカップ 〜横綱VSストリートファイター〜
2015年11月29日開催の第35回ジャパンカップをPRするため、JRA（日本中央競馬会）、日本相撲協会、カプコンの3社によりコラボレーションコンテンツ「ジャパンスモウカップ」が開設され、同年11月22日から期間限定で競馬エンターテイメントサイトUmabiでゲーム『ジャパンスモウカップ 〜横綱VSストリートファイター〜』が配信された。プレイヤーは歴代ジャパンカップ優勝馬に騎乗した横綱を操り、『ストリートファイター』のキャラクターとレース対決を行う。リズムゲームをベースとした内容になっている。レースは3ラウンドにシークレットラウンドを加えた計4戦で、ゲームをクリアするとオリジナル壁紙がダウンロードでき、『ストリートファイター』のキャラクターが使用可能となる。また、シークレットラウンドをクリアすると『ウルトラストリートファイターIV』で使用できる特別称号「神のごとき速さ」が手に入る。
隠しコマンドを入力することで「角界のロボコップ」の愛称にちなんでロボ化した振分親方（高見盛）が使用可能となる。また、追加キャラクターとして2016年2月18日発売の『ストリートファイターV』の新キャラクターであるネカリがソフト発売に先駆けプレイヤーキャラクターとして登場する他、第55代横綱・北の湖が登場。なお、ダルシムだけは馬ではなく愛象の「コダル」に乗っている。
ゲーム内での行司担当は日本相撲協会の十五代木村庄太郎、呼出は日本相撲協会の利樹之丞、レース実況はラジオNIKKEIの小塚歩。
| キャラクター         | 決め技                     | 馬                   | 騎手     |
| -------------------- | -------------------------- | -------------------- | -------- |
| ハクホウインパクト   | どすこいジェット           | ディープインパクト   | 白鵬     |
| ハルマビスタ         | 押し出しダッシュ           | ブエナビスタ         | 日馬富士 |
| ウオッカクリュウ     | ぶちかましブースト         | ウオッカ             | 鶴竜     |
| フリワケウィーク     | ぶちかましロケット         | スペシャルウィーク   | 振分親方 |
| キタリックス         | どすこいスパート           | ホーリックス         | 北の湖   |
| テイエムオペラリュー | 真空波動拳                 | テイエムオペラオー   | リュウ   |
| ダルシム&コダル      | ヨガテレポート             | コダル               | ダルシム |
| ジャングルブランカ   | ローリングアタック         | ジャングルポケット   | ブランカ |
| チュンリルドンナ     | 百裂脚                     | ジェンティルドンナ   | 春麗     |
| ゴールデンフェガイル | ソニックブーム             | ゴールデンフェザント | ガイル   |
| エピファンドホンダ   | スーパー頭突き             | エピファネイア       | E.本田   |
| ベガランド           | サイコクラッシャーアタック | ランド               | ベガ     |
| ゴウキテイオー       | 真・瞬獄殺                 | トウカイテイオー     | 豪鬼     |
| ネカリードーツ       | 力の奔流                   | メアジードーツ       | ネカリ   |

## 全国大会
- 闘志再撃“拳を燃やせ!”ストリートファイターIV全国大会
  - 2009年1月18日開催。開催場所は品川インターシティホール。対戦形式は一対一の個人戦。
  - 優勝者は「伊予」。使用キャラクターはダルシム。
- 闘志追撃“拳をかけろ!”ストリートファイターIV全国大会
  - 2010年4月4日開催。開催場所はベルサール秋葉原。カプコンとXbox 360の共同企画。対戦形式は3人1組のチーム同士による勝ち抜き戦。
  - 優勝チームは「おこづかい2000円」チーム。

またカプコン主催の公式大会ではないが、エンターブレイン主催の格闘ゲームの総合大会「闘劇」の開催種目の1つとしても選ばれている。

## 反響
アーケード版
AOUアミューズメント・エキスポでアーケード版『ストIV』が出展された際、多くの人が集まっていた。
また、小野は電撃オンラインとのインタビューの中で、アーケード版『ストIV』のロケーションテストをした際に多くの人が来たことや、全国的にゲームセンターの数が減っているにもかかわらず、基板の発注がたくさん来ており、手ごたえを感じたと振り返っている。
その他機種
「闘劇'10 FINAL」の場で小野が4Gamer.netとのインタビューで語ったところによると、PC版『ストIV』は、PCゲームとしては高い売り上げを見せた半面、不正コピーも多かったとされている。
iOS版は900円（海外では9.99ドル）と、iPhone/iPod touchゲームとしては若干高めのだが、世界各国のダウンロードランキングで高い順位を獲得している。手塚は4Gamer.netとのインタビューの中で、日米の割合が大きいものの、アルゼンチンや香港、台湾でも評判だとみている。

## 関連商品
ムック本・攻略本
- ストリートファイターIV マスターガイド 拳の書（エンターブレイン出版 月刊アルカディア編集 ISBN 978-4-7577-4513-1）
- ストリートファイターIV ザ・コンプリートガイド（アスキー・メディアワークス出版 電撃プレイステーション編集部 ISBN 978-4-04-867637-3）

書籍
- ストリートファイター アート・コミック・アンソロジー（エンターブレイン出版 ISBN 978-4-7577-4719-7 2009年3月14日発売）
- ストリートファイターIV/スーパーストリートファイターIV オフィシャルコンプリートワークス（カプコン出版 ISBN 978-4-86233-262-2 2010年6月25日発売）

ゲーム周辺機器
- ストリートファイターIV スティック（HORI Xbox 360、PS3両機で2009年2月12日発売）

サウンドトラック
- ストリートファイターIV オリジナル・サウンドトラック（発売元：カプコンセルピュータレーベル、販売元：ソニー・ミュージックディストリビューション、商品番号：CPCA-10201〜2 2009年2月25日発売）
- ストリートファイターIV シリーズサウンドBOX（発売元：カプコンセルピュータレーベル、販売元：ソニー・ミュージックディストリビューション、商品番号：CPCA-10347〜10351 2014年10月1日発売）

パチスロ
- ストリートファイターIV（エンターライズ、2011年11月導入開始）

## その他
- 『ストIV』家庭用公式サイトでは、各キャラクターのサイドストーリーなどのノベルが掲載されている。
- 『ストIV』家庭用移植版のテレビCMでは、さくら役として高良光莉を起用。CMは、2009年1月から放送。
- ストリートファイターシリーズに関わってきたあきまんは『ストIV』のキャラクター原案の打診があった際に●ーチン大統領（名前は伏せられている）を描き、本物と入れ替わったサイボーグ大統領にシベリアに拘留され、そこから脱出して偽物を倒そうするという設定で提出した。『ストII』の企画を担当した西谷亮には絶賛されたが『ストIV』スタッフからは没にされ、安田は「このチームとは合わないなあ」と思ったという[41]。